# Ministri degli esteri della Russia
In questa lista dei Ministri degli esteri della Russia sono indicati coloro che, con diversi titoli, hanno detenuto la responsabilità degli affari esteri nelle differenti organizzazioni statuali succedutesi storicamente nel territorio dell'odierna Federazione Russa.

## Capi del Posol'skij Prikaz (1549-1699)
- Ivan Michajlovič Viskovatov 1549-62
- Andrej Vasil'ev 1562-1570
- Vasilij Jakovlevič Ščelkakov e Andrej Jakovlevič Ščelkakov 1570-1601
- Afanasij Ivanovič Vlas'ev 1601-05
- Ivan Taras'evič Gramotin 1605-06 Afanasy Ordin-NashchokinArtamon Matveev
- Vasilij Telepnev 1606-10
- Ivan Taras'evič Gramotin 1610-12
- Pëtr Alekseevič Tret'akov 1613-18
- Ivan Taras'evič Gramotin 1618-26
- Efim Grigor'evič Telepnev 1626-30
- Fëdor Lichačëv 1630-31
- Ivan Grjazev 1632-34
- Ivan Taras'evič Gramotin 1634-35
- Fëdor Lichačëv 1635-43
- Grigorij L'vov 1643-46
- Nazarij Čistoj 1647-48
- Michail Vološeninov 1648-53
- Almaz Ivanov 1653-67

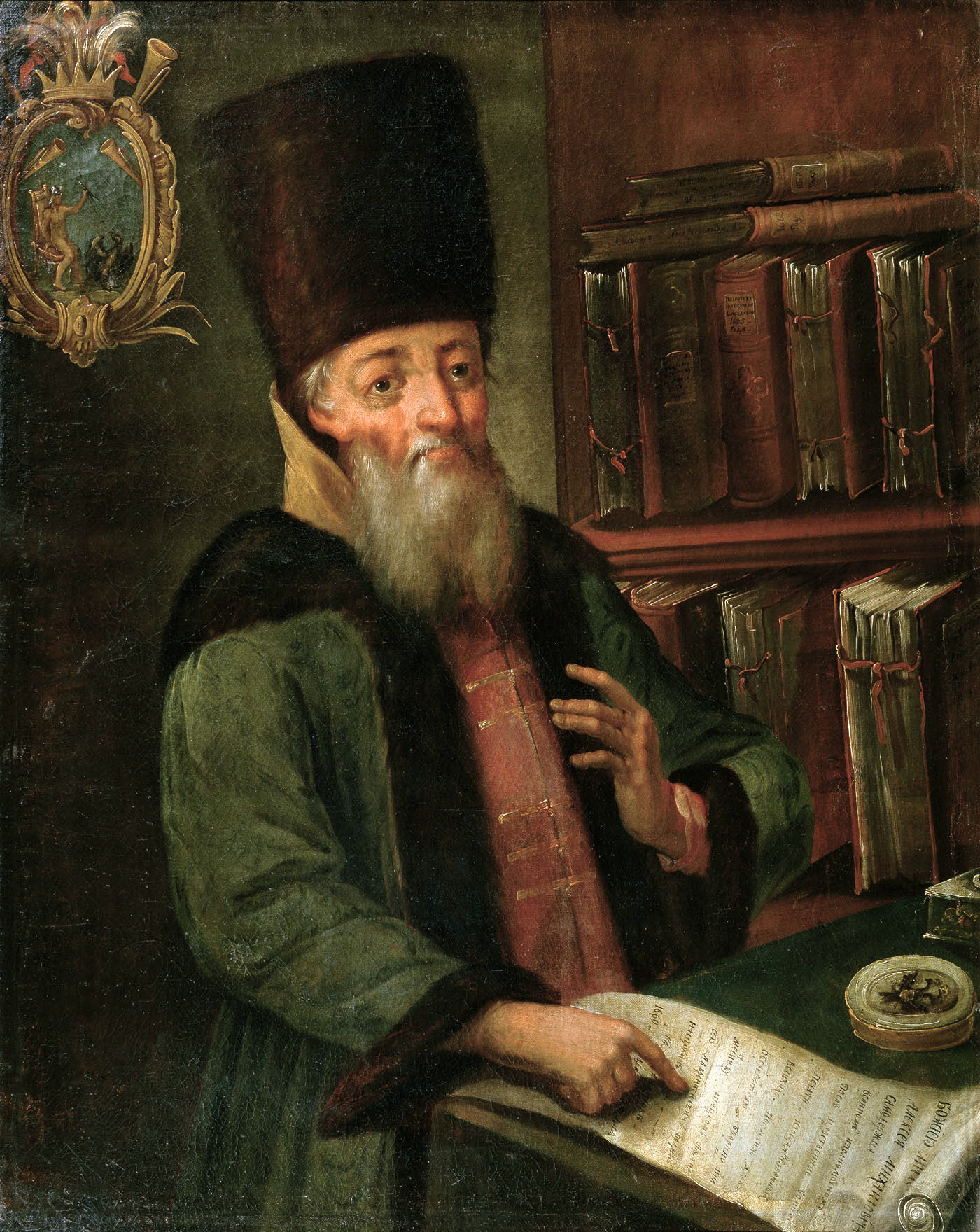
Afanasy Ordin-Nashchokin

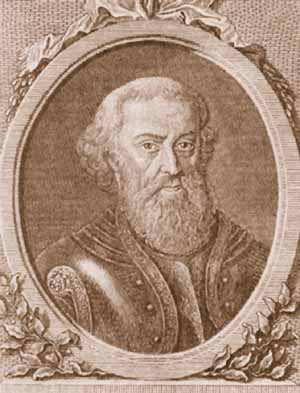
Artamon Matveev

- Afanasij Lavrent'evič Ordin-Naščokin 1667-71
- Artamon Sergeevič Matveev 1671-76
- Larion Ivanovič Ivanov 1676-80
- Vasilij Volynskij 1680-82
- Vasilij Vasil'evič Golicyn 1682-89
- Emel'jan Ignat'evič Ukraincev 1689-99
- Lev Kirillovič Naryškin 1697-99

## Cancellieri dell'Impero russo (1699-1801)
- Fëdor Golovin 1700-06
- Pëtr Pavlovič Šafirov 1706-08
- Gavriil Ivanovič Golovkin 1706-34
- Andrej Ivanovič Osterman 1734-40

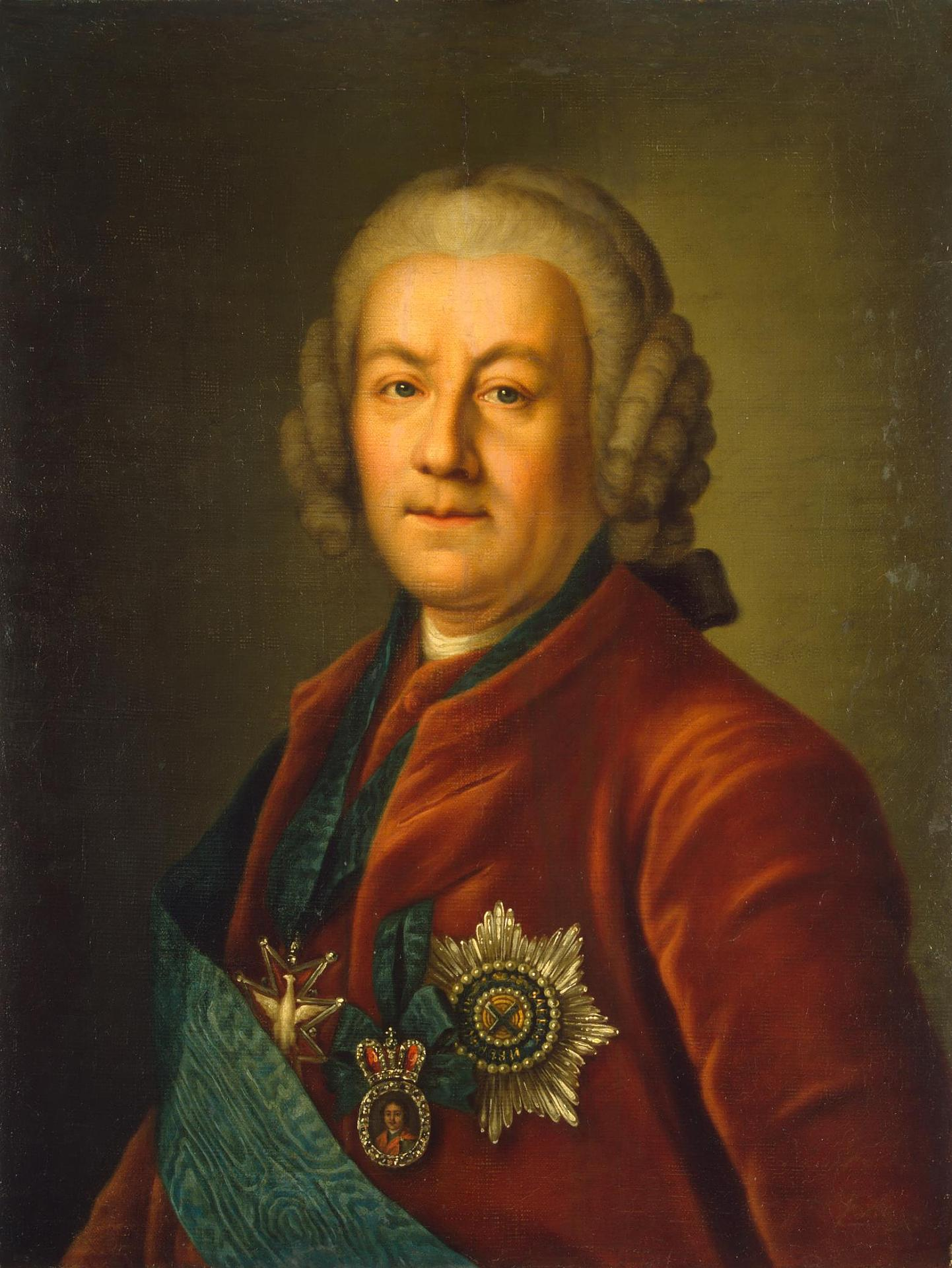
Aleksej Petrovič Bestužev-Rjumin

- Aleksej Michajlovič Čerkasskij 1740-42
- Aleksej Petrovič Bestužev-Rjumin 1744-58
- Michail Voroncov 1758-63
- Nikita Ivanovič Panin 1763-81
- Ivan Andreevič Osterman 1781-97
- Aleksandr Bezborodko 1797-99
- Fëdor Vasil'evič Rostopčin 1799-1801
- Nikita Petrovič Panin 1801

## Ministri degli Esteri dell'Impero russo (1801-1917)
- Viktor Pavlovič Kočubej 1801-02
- Aleksandr Voroncov 1802-04
- Adam Jerzy Czartoryski 1804-06
- Andrej Jakovlevič Budberg 1806-08

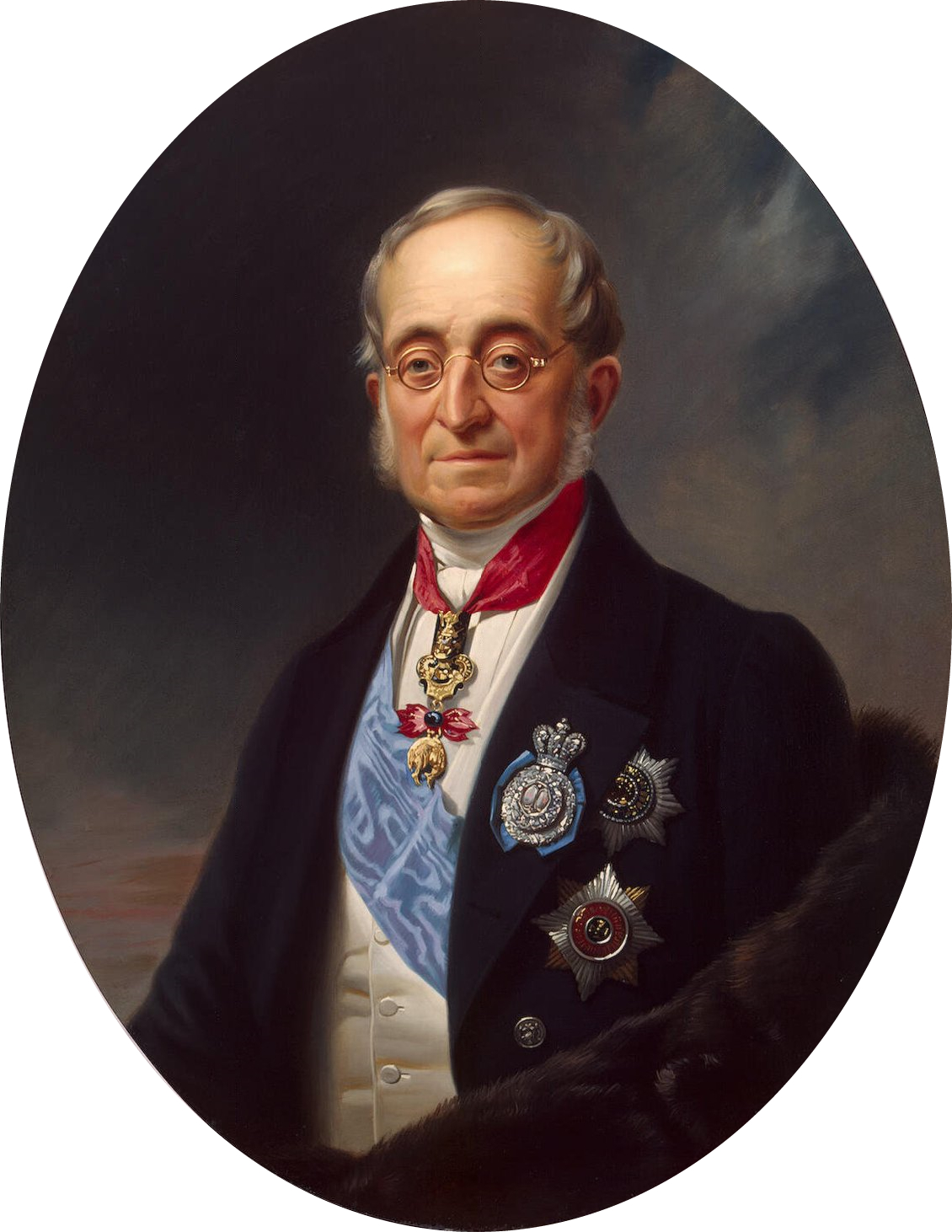
Karl Vasil'evič Nessel'rode

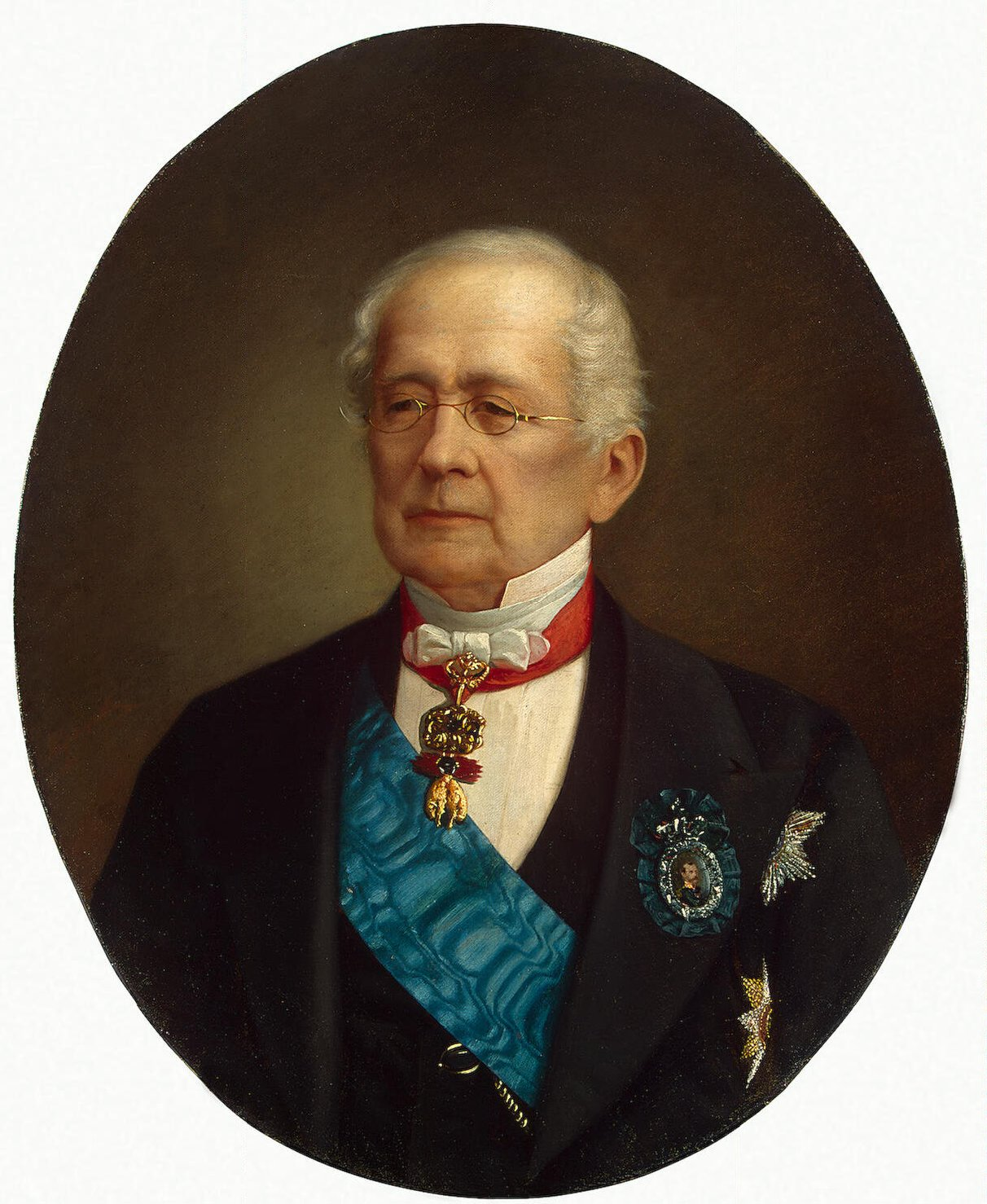
Aleksandr Michajlovič Gorčakov

- Nikolaj Petrovič Rumjancev 1808-14
- Karl Vasil'evič Nessel'rode 1814-56
- Giovanni Capodistria 1816-22 (assieme a Nesselrode)
- Aleksandr Michajlovič Gorčakov 1856-82
- Nikolaj Karlovič Girs 1882-95
- Aleksej Borisovič Lobanov-Rostovskij 1895-96
- Nikolaj Pavlovič Šiškin 1896-97
- Michail Nikolaevič Murav'ëv 1897-1900
- Vladimir Nikolaevič Lamsdorf 1900-06
- Aleksandr Petrovič Izvol'skij 1906-10
- Sergej Dmitrievič Sazonov 1910-16
- Boris Vladimirovič Štjurmer 1916
- Nikolaj Nikolaevič Pokrovskij 1916-17

## Ministri degli Esteri della Repubblica russa (1917)
- Pavel Nikolaevič Miljukov marzo-maggio 1917
- Michail Ivanovič Tereščenko maggio-ottobre 1917

## Commissari del popolo agli affari esteri della RSFS Russa (1917-1923)
- Lev Trockij 1917-1918
- Georgij Vasil'evič Čičerin 1918-1923

## Commissari del popolo e Ministri degli Esteri dell'Unione Sovietica (1923-1991)
- Georgij Vasil'evič Čičerin 1923-1930
- Maksim Maksimovič Litvinov 1930-1939
- Vjačeslav Michajlovič Molotov 1939-1949
- Andrej Januar'evič Vyšinskij 1949-1953
- Vjačeslav Michajlovič Molotov 1953-1956
- Dmitrij Trofimovič Šepilov giugno 1956 - febbraio 1957
- Andrej Andreevič Gromyko 14 febbraio 1957 - 27 luglio 1985
- Eduard Shevardnadze 28 luglio 1985 - 20 dicembre 1990
- Aleksandr Aleksandrovič Bessmertnych 15 gennaio - 28 agosto 1991
- Boris Dmitrievič Pankin 28 agosto - 14 novembre 1991
- Eduard Shevardnadze 19 novembre - 26 dicembre 1991

## Ministri degli Esteri della Federazione russa (1991-oggi)
- Andrej Vladimirovič Kozyrev 1991-96
- Evgenij Maksimovič Primakov 1996-98
- Igor' Sergeevič Ivanov 1998-2004
- Sergej Viktorovič Lavrov 2004-